# Zoë Haas
Zoë Haas-Barmettler, švicarska alpska smučarka, * 24. januar 1962, Calgary, Kanada.
Nastopila je na dveh olimpijskih igrah, najboljšo uvrstitev je dosegla leta 1988 s sedmim mestom v superveleslalomu. Na Svetovnem prvenstvu 1991 je v isti disciplini osvojila četrto mesto. V svetovnem pokalu je tekmovala štirinajst sezon med letoma 1979 in 1992 ter dosegla dve zmagi in še sedem uvrstitev na stopničke. V skupnem seštevku svetovnega pokala je bila najvišje na enajstem mestu leta 1985. 